# AMD K6
L'AMD K6 és un microprocessador compatible x86, competència del Pentium MMX de Intel, i successor de l'AMD K5.
Una de les seves característiques és que internament funciona com un processador RISC, i utilitza una capa externa que transforma les instruccions del codi màquina x86 perquè el nucli pugui interpretar-la. AMD també utilitza aquest mecanisme en els següents processadors.
En concepte de potència, va assolir un nivell molt proper (i en alguns casos superior) al Pentium, tot i que la falta d'infraestructura del fabricant va provocar un retard de gairebé un any en el llançament comercial. AMD de seguida afronta el problema i es prepara per comercialitzar l'AMD K6, aquesta vegada a temps.

## Models
| Nom clau         | K6         | Little Foot |
| Codi de producte | K6 model 6 | K6 model 7  |
| Tecnologia (µm)  | 0.35       | 0.25        |
| Freqüència(MHz)  | 166-233    | 200-300     |
| Voltatge         | 2.9        | 2.2         |
| Comercialització | Abril 1997 | Gener 1998  |